# Asperula kotschyana
Asperula kotschyana är en måreväxtart som först beskrevs av Pierre Edmond Boissier och Rudolph Friedrich Hohenacker, och fick sitt nu gällande namn av Pierre Edmond Boissier. Asperula kotschyana ingår i släktet färgmåror, och familjen måreväxter. Inga underarter finns listade i Catalogue of Life.